# William Wallace (compositor)
William Wallace (Greenock (Escocia), 3 de julio de 1860 - Malmesbury (Inglaterra), 16 de diciembre de 1940) fue un compositor de música clásica, musicólogo, teórico, poeta, dramaturgo, pintor y profesor británico de origen escocés. Ocupó el decanato de la Facultad de Música en la Universidad de Londres.

## Biografía
Hijo de James Wallace, un reputado cirujano, estudió medicina y cirugía, graduándose en 1885 en la Universidad de Glasgow, y luego oftalmología en Viena, París y Glasgow de nuevo en 1888, antes de que la música tomara el relevo de sus ocupaciones. Estudió música (a partir de 1889) en la Royal Academy of Music de Londres con Alexander Mackenzie y Frederick Corder, y donde entabló amistad con su colega Granville Bantock, aunque después de dos trimestres, su padre le retiró la financiación. Este fue el único entrenamiento formal que tuvo.
Durante la Primera Guerra Mundial, fue reclutado por el Cuerpo Médico del Ejército británico como inspector de unidades oftálmicas en el Comando del Este, con el grado de capitán, que abandonó en 1919. Después regresó a la Royal Academy of Music (dirigida de 1924 a 1936 por su compatriota John Blackwood McEwen) como profesor de armonía y composición. 

### Trayectoria profesional
Wallace recibió una gran influencia de Franz Liszt, y fue uno de los primeros compositores (aunque no el primero) de poemas sinfónicos en Gran Bretaña. Fue uno de los compositores incluidos en el concierto de música nueva de Granville Bantock y sus amigos, celebrado en el Queen's Hall el 15 de diciembre de 1896, para el que Wallace escribió un "Manifiesto". Otros compositores incluidos en este grupo fueron Erskine Allon, Arthur Hinton, Stanley Hawley y Reginald Steggall.
Entre sus composiciones destacan el poema sinfónico Sir William Wallace (1905; basado en su tocayo, el luchador por la libertad William Wallace, uno de los héroes nacionales de Escocia); una cantata, The Massacre of the Macpherson y una obertura, In Praise of Scottish Poesie (1894). También escribió Creation Symphony (1899), influida por la numerología. Se inspiró en la obra de teatro de Maurice Maeterlinck, Pelléas y Mélisande, para escribir música simbolista con el mismo nombre.
Además de sus actividades como compositor y profesor, fue autor de obras teóricas y biografías, relacionadas con la música, entre ellas:
- The Threshold of Music: An Inquiry into the Development of the Musical Sense (1908);
- The Musical Faculty (1914);
- Richard Wagner as he lived (1925)
- Liszt, Wagner and the Princess (1927)

Fue secretario de la Royal Philharmonic Society de 1911 a 1913, periodo durante el cual la sociedad recibió su nombramiento real. Wallace fue más tarde decano de la Facultad de Música de la Universidad de Londres. Utilizaba con frecuencia la letra hebrea Šin en sus obras, por su parecido con una W.
A finales del siglo XX resurgió el interés por su obra. La BBC Scottish Symphony Orchestra grabó varias de sus piezas orquestales en el sello discográfico Hyperion.

### Vida privada
La esposa de Wallace era la escultora Ottilie Maclaren Wallace. Se conocieron en la década de 1890 y se prometieron en secreto en 1896, pero no pudieron casarse hasta el 11 de abril de 1905. Su correspondencia se conserva en la Biblioteca Nacional de Escocia en Edimburgo.

## Composiciones (selección)
Obras:

### Orquestales
- 1891 – An American Rhapsody
- 1891 – A Scots Fantasy
- 1891–92 – Suite in A, The Lady of the Sea (fp. Stock Exchange Orchestral Society, Londres, 18 de febrero de 1892)
- 1892 – The Passing of Beatrice, poema sinfónico [No.1] (fp. Crystal Palace, Londres, 26 de noviembre de 1892)
- 1893 – Preludio a The Eumenides (fp. Crystal Palace, Londres, 21 de octubre de 1893)
- 1894 – In Praise of Scottish Poesie, obertura de concierto (fp. Crystal Palace, Londres, 17 de noviembre de 1894)
- 1896 – Amboss oder Hammer, poema sinfónico [No.2] (fp. Crystal Palace, Londres, 17 de octubre de 1896) (perdida)
- 1898 – Asperges, poema sinfónico (inacabada)
- 1898 – The Covenanters, poema sinfónico (inacabada)
- 1898 – The Forty-Five, poema sinfónico (inacabada)
- 1896–99 – The Creation, sinfonía (fp. The Tower, New Brighton, 30 de julio de 1899)
- 1899 – Sister Helen, poema sinfónico [No.3] (fp. Crystal Palace, Londres, 25 de febrero de 1899)
- 1900–01 – Greeting to the New Century, poema sinfónico [No.4] (fp. Queen's Hall, Londres, 27 de marzo de 1901)
- 1905 – William Wallace AD 1305–1905, poema sinfónico [No.5] (fp. Queen's Hall, Londres, 19 de septiembre de 1905)
- 1909 – Villon, poema sinfónico [No.6] (fp. Queen's Hall, Londres, 10 de marzo de 1909)
- Annie Laurie

### Corales y vocales
- 1886–88 – A Festival Mass, para coro y orquesta
- 1890 – Lord of Darkness, escena para barítono y orquesta (fp. Royal Academy of Music, Londres, 1890)
- 1896 – The Rhapsody of Mary Magdalen, para soprano y orquesta (fp. Queen's Hall, Londres, 15 de diciembre de 1896)
- 1899 – Freebooter Songs, para barítono y orquesta (fp. The Tower, New Brighton, 30 de julio de 1899)
- 1900 – Jacobite Songs, para coro y orquesta
- 1908 – The Outlaw, balada para barítono, (opcional) coro masculino y orquesta
- 1910 – The Massacre of the Macpherson, balada burlesca para coro masculino y orquesta (fp. Leeds Musical Union, 1910)
- Keholeth, sinfonía para coro y orquesta (inacabada)

### Operísticas
- 1896 – Brassolis, tragedia lírica en un acto

### Música incidental
- 1896 – Romeo and Juliet
- 1897 – Pelléas et Mélisande (suite fp. en The Tower, New Brighton, 19 de agosto de 1900)